# Tricentrus coriariae
Tricentrus coriariae är en insektsart som beskrevs av Yuan och Fan. Tricentrus coriariae ingår i släktet Tricentrus och familjen hornstritar. Inga underarter finns listade i Catalogue of Life.